# Коньков, Евгений Илларионович
Евгений Илларионович Коньков (11 февраля 1938, Ленинград — 15 января 2024, Санкт-Петербург) — советский и российский художник, выпускник Академии художеств им. И. Е. Репина, ученик народного художника РСФСР Алексея Пахомова, член Союза художников России. Сын художника - Илларион Коньков.

## Биография
Родился 11 февраля 1938 года в Ленинграде. В 1942 году во время Великой Отечественной войны вместе с семьёй находился в блокадном Ленинграде и был эвакуирован из осаждённого города по «Дороге жизни». В 1945 году вернулся в Ленинград. В 1949 году поступил в Среднюю художественную школу при Академии художеств. Окончил Институт имени Репина в 1963 году. В этом же году поехал работать в Сибирь. В 1967 году был принят в Союз художников СССР. В 1979 по 1981 год работал художественным руководителем Дома творчества «Сенеж»
С 1981 года жил и работал в Санкт-Петербурге.
Скончался 15 января 2024 года на 86-м году жизни.

## Творчество
В творчестве Конькова преломились традиции русского и западно-европейского классического искусства и русского авангарда. Персональные выставки Евгения Конькова в разное время с успехом прошли в городах Германии, Италии, России. Вместе с известными мастерами международного объединения «МАДИ» его работы экспонировались в Риме, с немецкими хуждожниками группы «Aktuelle Kunst» в Германии в г. Миндене, вместе с современными художниками России во Франции. Работы Евгения Конькова находятся в Русском музее, в Эрмитаже, в музее истории Петербурга, в музее городской скульптуры, в Публичной библиотеке, в картинных галереях Москвы, Новосибирска, Красноярска, Норильска и др., в музее-усадьбе А. С. Пушкина «Болдино», в музее сказок в г. Баденхаузене (Германия), в частных коллекциях в России, США, Германии, Франции, Италии, ЮАР, Ватикана.

## Основные выставки
- 1964 год — Зональная выставка «Сибирь социалистическая», г. Новосибирск. Выставка молодых художников-графиков Е.Конькова и В.Преснякова, г. Кемерово;
- 1965 год — Вторая республиканская художественная выставка «Советская Россия», г. Москва;
- 1967 год — Выставка «Графика Сибири», г. Москва. Вторая зональная художественная выставка «Сибирь социалистическая», г. Омск. Третья республиканская художественная выставка «Советская Россия», г. Москва;
- 1968 год — Всесоюзная выставка эстампа, г. Вильнюс;
- 1969 год — Зональная художественная выставка «Сибирь социалистическая», г. Красноярск;
- 1971 год — Выставка «Урал, Сибирь и Дальний Восток», г. Москва;
- 1974 год — Выставка "Дом творчества «Челюскинская», г. Москва. Международная выставка «Графика Сибири», Франция;
- 1975 год — Всероссийская выставка эстампа, Уфа, Ленинград, Москва. Всероссийская выставка книжной иллюстрации, г. Горький. V Республиканская выставка «Советская Россия», г. Москва;
- 1977 год — Персональная выставка, Картинная галерея г. Новосибирск. Первая всесоюзная выставка акварели, г. Москва. Персональная выставка, Картинная галерея г. Кемерово;
- 1979 год — Вторая всесоюзная выставка акварели, г. Москва;
- 1981 год — Всесоюзная выставка акварели, г. Москва;
- 1982 год — Выставка четырёх (А.Смирнов, Е.Коньков, Г.Курочкина-Домашенко, А.Муравьев) г. Ленинград. Республиканская выставка, посвященная 60-летию образования СССР, г. Ленинград;
- 1983 год — 3-я Всероссийская выставка рисунка и акварели, г. Ленинград. Осенняя выставка работ художников Ленинграда, г. Ленинград;
- 1984 год — Персональная выставка, г. Красноярск. Всесоюзная художественная выставка «Земля и люди», г. Москва. Республиканская выставка «Голубые просторы России», г. Ленинград;
- 1985 год — Персональная выставка, г. Норильск. Зональная выставка работ художников Ленинграда, г. Ленинград;
- 1987 год — Республиканская художественная выставка «Художник и Время», г. Москва. Всесоюзная выставка «Страна Советов», г. Москва;
- 1988 год — Выставка «Современное искусство Ленинграда». г. Ленинград;
- 1991 год — Всероссийская художественная выставка, г. Москва;
- 1993 год — Выставка произведений художников Ленинграда и Петрозаводска, г. Штутгарт (Германия);
- 1994 год — Персональная выставка, г. Херфорд (Германия);
- 1995 год — Персональная выставка петербургских художников (Е.Александрова, Е.Коньков), г. Бадензхаузен (Германия);
- 1996 год — Осенняя выставка художников, г. Санкт-Петербурга. Международный фестиваль искусств «От авангарда до наших дней», г. Санкт-Петербург.
- 1997 год — Международная выставка художников объединения «МАДИ», г. Рим (Италия). Выставка петербургских художников (В.Жуков, Е.Коньков), г. Палермо (Италия);
- 1998 год — Выставка «Петербург — 97», г. Санкт-Петербург;
- 1999 год — Выставка петербургских художников (Е.Коньков, А.Смирнов, В.Траугот, А.Траугот), г. Дюссельдорф (Германия);
- 2000 год — Выставка «Петербург — Москва», г. Санкт-Петербург;
- 2001 год — Выставка «Москва — Петербург», г. Москва;
- 2002 год — Выставка «Художники С-Петербурга — городу», г. Санкт-Петербург;
- 2003 год — Персональная выставка, Галерея И. Обросова, г. Москва. Юбилейная выставка петербургских художников, г. Санкт-Петербург. I-ая Биенале «Петербургская пастель», г. Санкт-Петербург;
- 2004 год — Выставка акварели петербургских художников, Мексика. Осенняя выставка петербургских художников, г. Санкт-Петербург;
- 2007 год — Весенняя выставка «Весна — 2007», г. Санкт-Петербург.

## Галерея

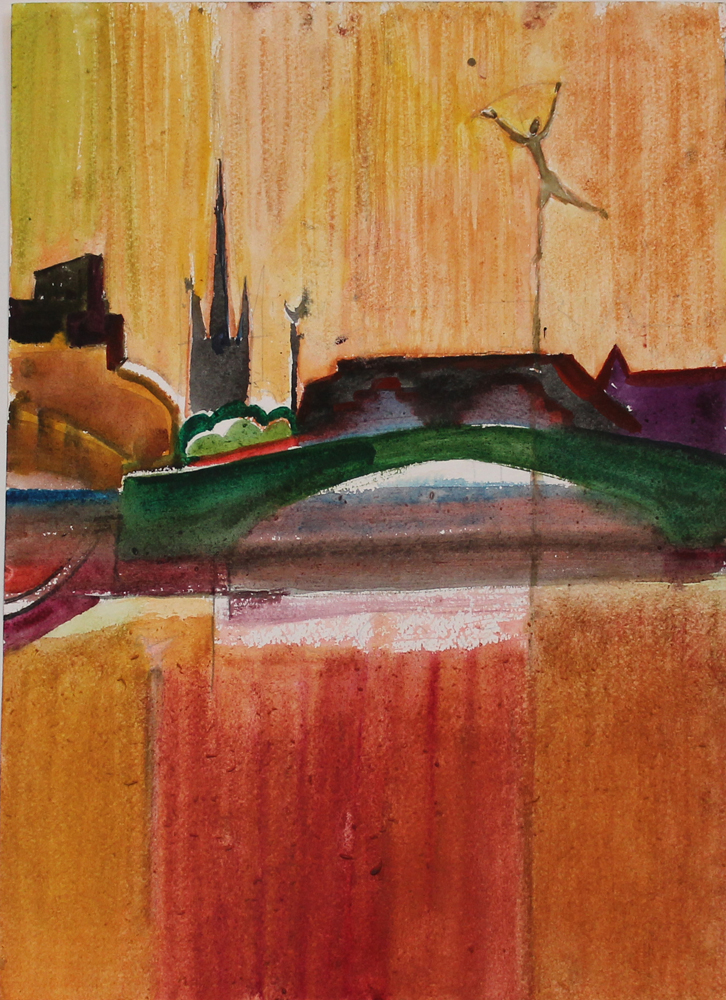
«Стокгольм». Бумага, акварель. 30×40, 2012 год
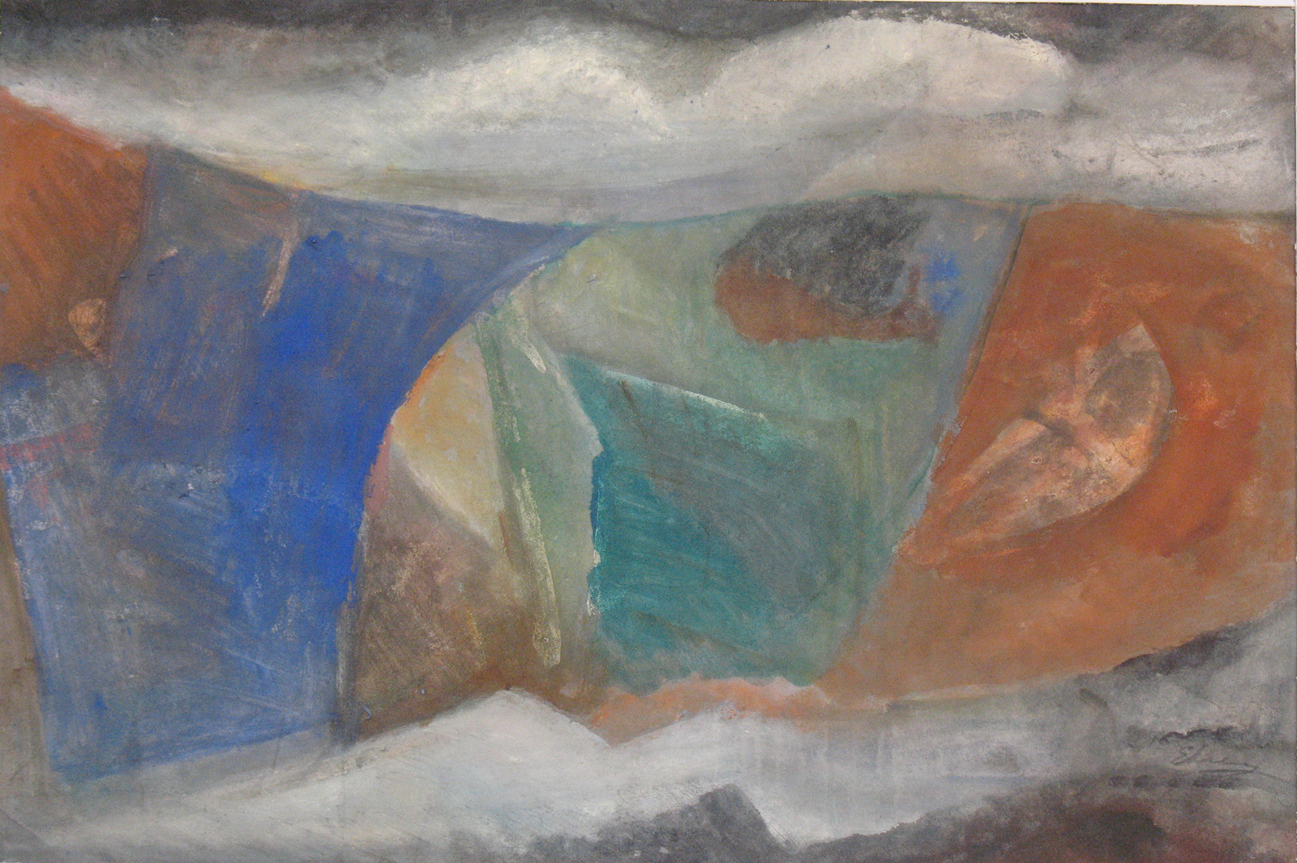
«Граница миров». Бумага, акварель. 53×37, 2008 год
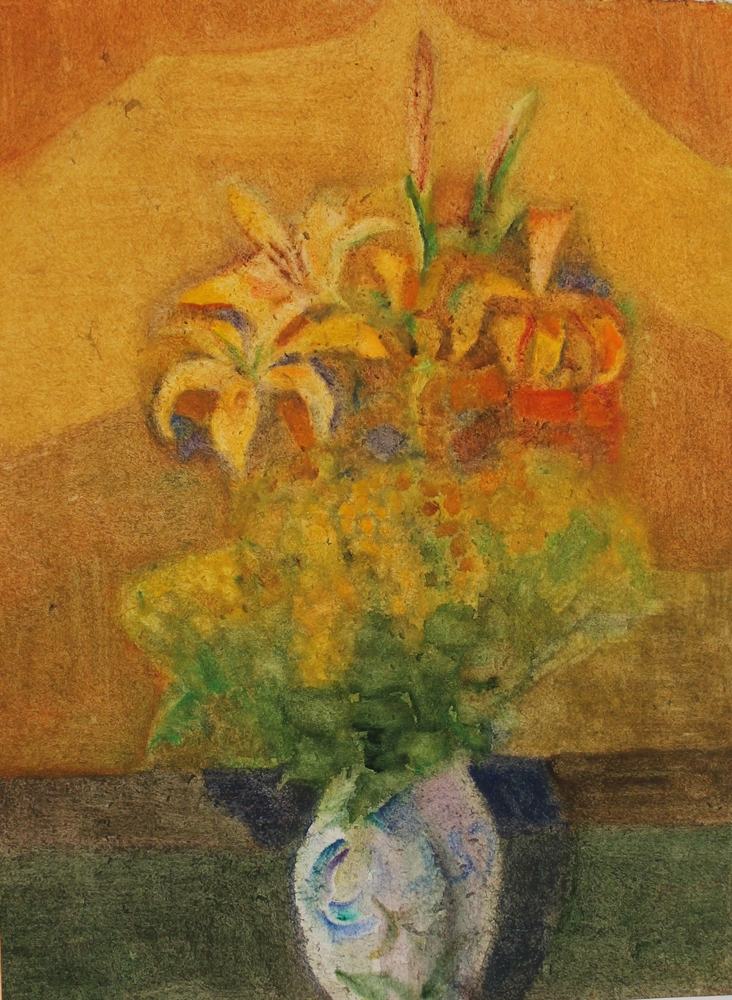
«Лилии». Бумага, акварель. 57×43, 2011 год
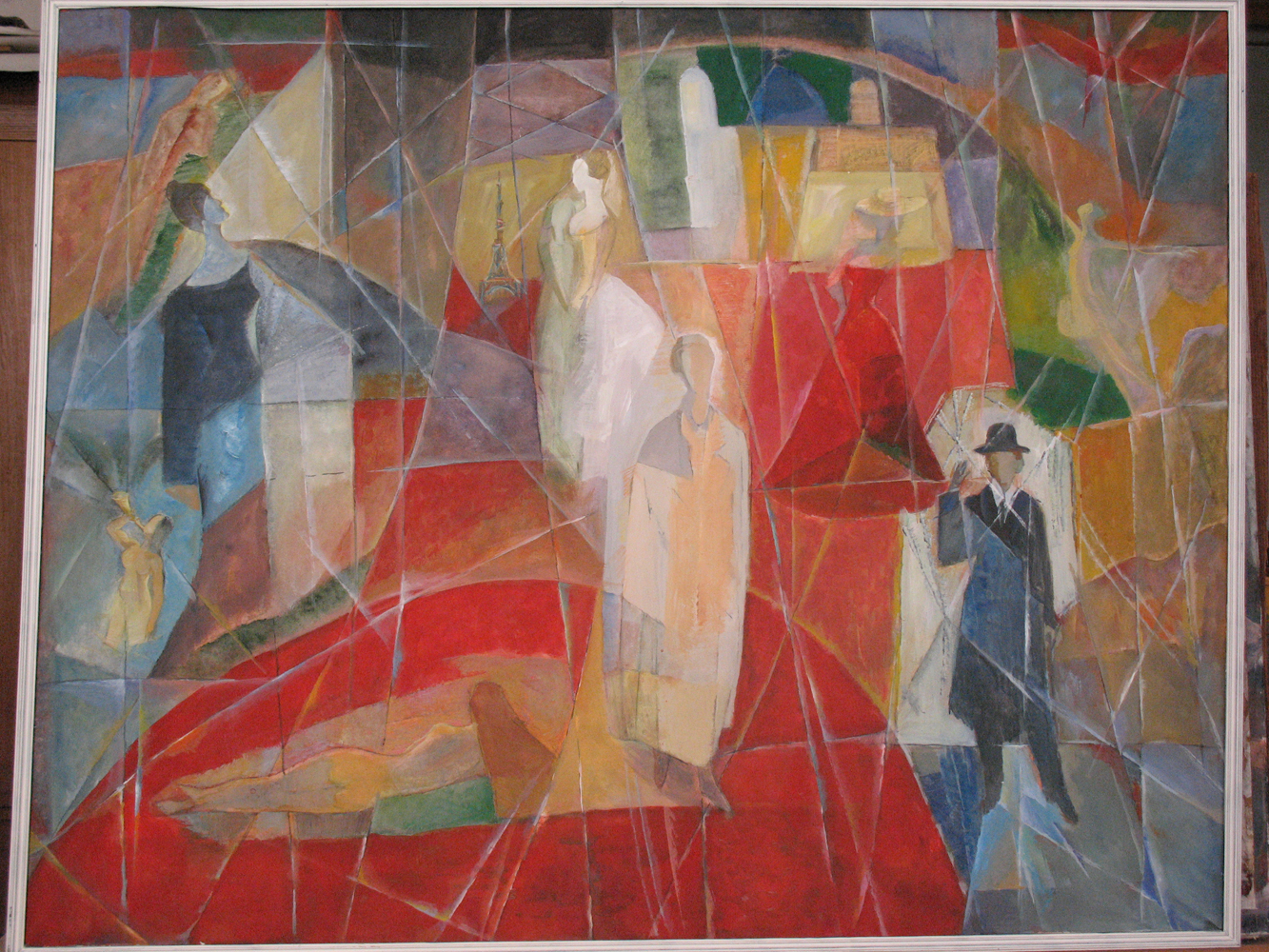
«Серебряный век». Бумага, акварель. 125×98, 2004 год
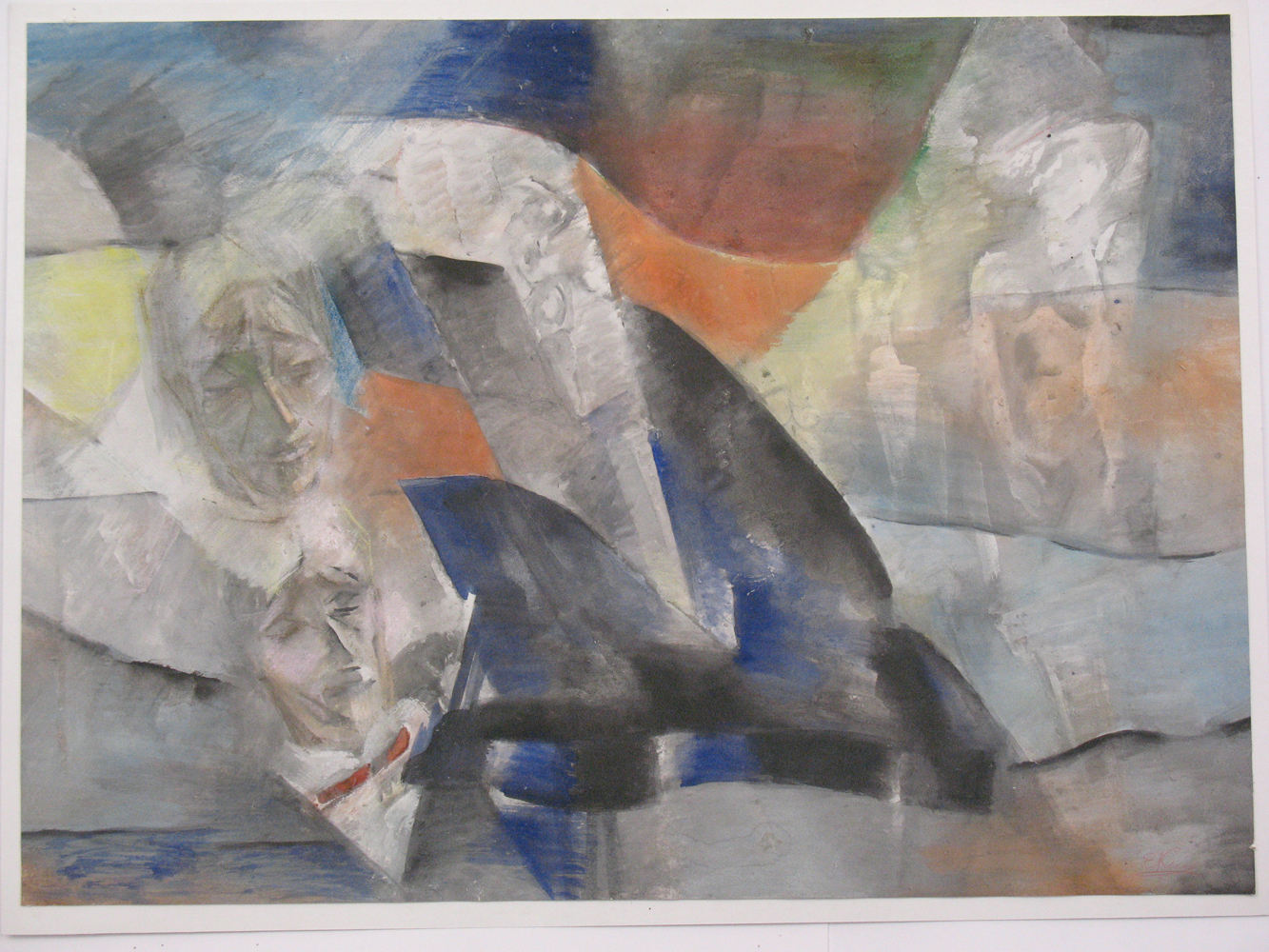
«Симфония». Бумага, акварель. 40×60, 2008 год